# الم گروو (لوئیزیانا)
الم گروو (به انگلیسی: Elm Grove) یک منطقهٔ مسکونی در ایالات متحده آمریکا است که در پریش باسیر، لوئیزیانا واقع شده‌است. الم گروو ۲٬۰۱۵ نفر جمعیت دارد و ۴۶٫۰۳ متر بالاتر از سطح دریا قرار دارد.